# Hộ gia đình

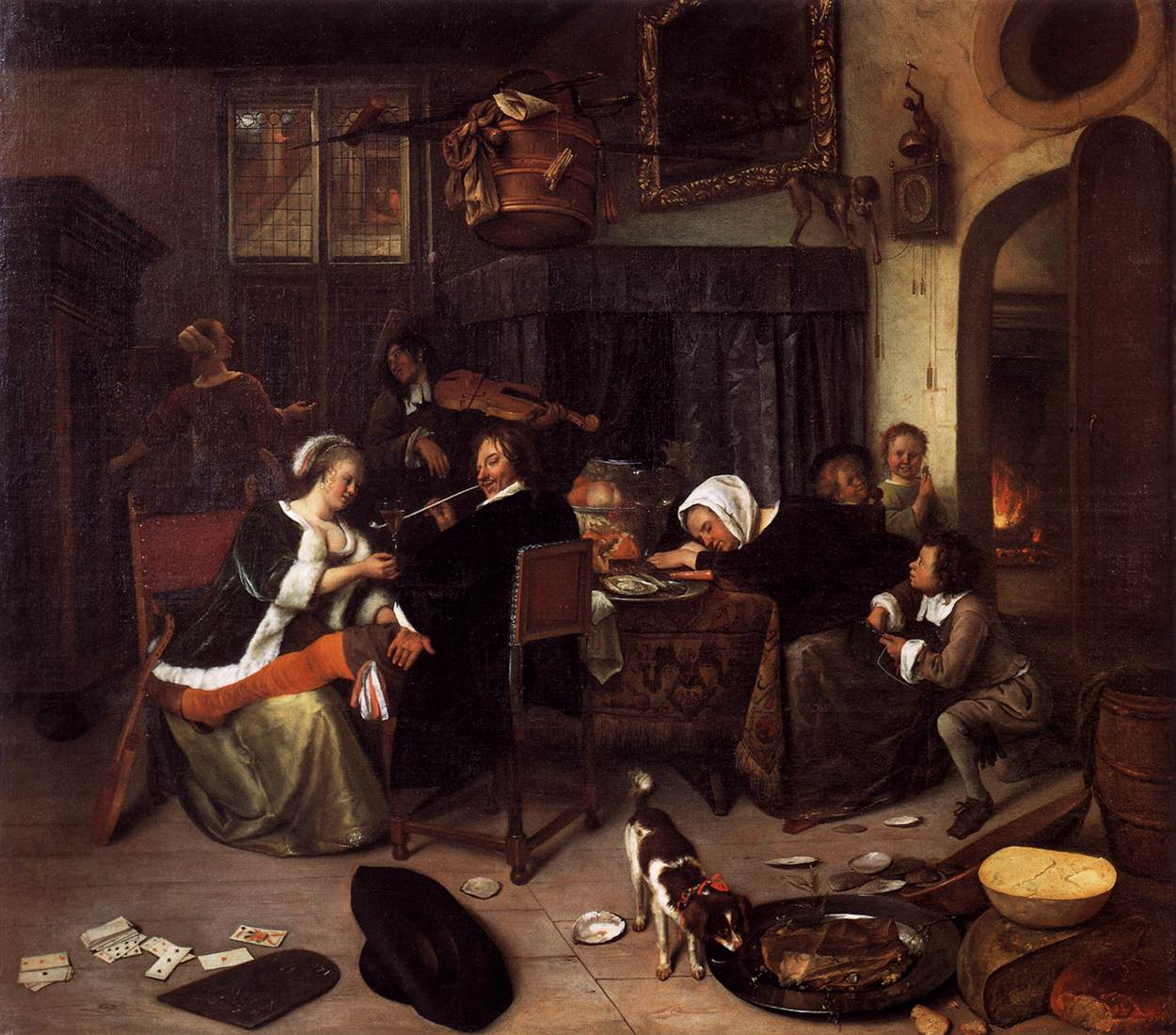
Tranh vẽ về một hộ gia đình

Hộ gia đình hay còn gọi đơn giản là hộ là một đơn vị xã hội bao gồm một hay một nhóm người ở chung  và ăn chung (nhân khẩu). Đối với những hộ có từ 2 người trở lên, các thành viên trong hộ có thể có hay không có quỹ thu chi chung hoặc thu nhập chung. Hộ gia đình không đồng nhất với khái niệm gia đình, những người trong hộ gia đình có thể có hoặc không có quan hệ huyết thống, nuôi dưỡng hoặc hôn nhân hoặc cả hai.
Hộ gia đình được phân loại như sau:
- Hộ một người (01 nhân khẩu) Là hộ chi có một người đang thực tế thường trú tại địa bàn.
- Hộ hạt nhân: Là loại hộ chỉ bao gồm một gia đình hạt nhân đơn (gia đình chỉ có 01 thế hệ) và được phân tổ thành: Gia đình có một cặp vợ chồng có con đẻ hoặc không có con đẻ hay bố đẻ cùng với con đẻ, mẹ đẻ cùng với con đẻ.
- Hộ mở rộng: Là hộ bao gồm gia đình hạt nhân đơn và những người có quan hệ gia đình với gia đình hạt nhân. Ví dụ: một người cha đẻ cùng với con đẻ và những người thân khác, hoặc một cặp vợ chồng với người thân khác;
- Hộ hỗn hợp: Là trường hợp đặc biệt của loại Hộ mở rộng.